# أيغيل سورينسن
أيغيل سورينسن هو دراج دنماركي، ولد في 24 يونيو 1948 في إقليم سيد دنمارك في الدنمارك.

## وصلات خارجية
- أيغيل سورينسن على موقع أرشيف الدراجات (الإنجليزية)
- أيغيل سورينسن على موقع إحصائيات الدراجات الإحترافية (الإنجليزية)
- أيغيل سورينسن على موقع أوليمبيديا (الإنجليزية)